# Луганский литейно-механический завод
ПАО «Луганский литейно-механический завод» — специализированное предприятие по производству отливок из серого и высокопрочного чугуна, а также отливок из углеродистых и легированных сталей.

## История
Луганский литейно-механический завод был образован в 1933 году. Член Луганского регионального отделения УСПП с 1998 года.
Первые этапы становления и развития предприятия — это выполнение целого ряда программ по производству труб, отопительных радиаторов, военной техники и другой продукции.
В дальнейшем в результате реализации целого комплекса мер по техническому перевооружению производства предприятие стало ведущим на Украине (ранее в СССР) производителем чугунных отопительных радиаторов.

## Продукция

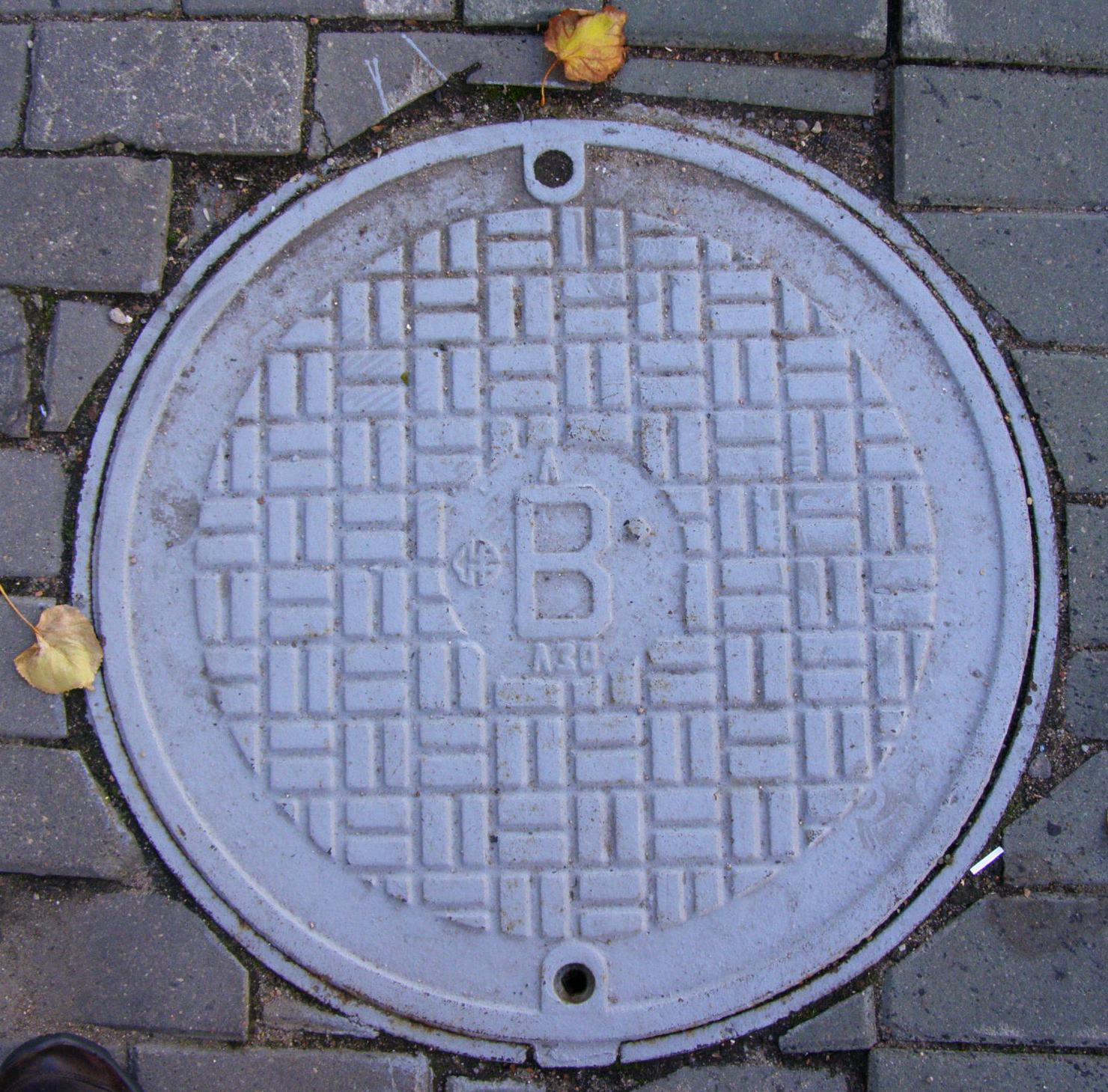
Созданный на предприятии люк

Серийно выпускаются: отопительные радиаторы, люки канализационные, дождеприёмники, тормозные колодки для ЖД транспорта, мульды, корпусы букс, садово-парковое литьё (решётки, столбы, заборы), литьё для машиностроения, поглощающий аппарат ж\д, автосцепка ж\д.

## Новейшая история завода
18 августа 2014 года работа завода была приостановлена из-за артиллерийских обстрелов.
3 июля 2015 года работа завода была возобновлена.